# Hoblerica
Hoblerica ili rende je alat za oblikovanje drveta koristeći snagu mišića da se pritisne sečivo preko površine drveta. Neke rotacione hoblerice su motorizovani električni alati koji se koriste za neke tipove većih poslova, ali su neprikladni za fino hoblovanje, gde se koriste minijaturne ručne hoblerice.
Generalno se sve hoblerice koriste za poravnanje, smanjenje debljine i formiranje glatke površine na grubom komadu drveta ili građe. Hoblovanje se takođe koristi za izradu horizontalnih, vertikalnih ili nagnutih ravnih površina na radnim predmetima koji su obično preveliki za oblikovanje, gde integritet celine zahteva istu glatku površinu. Posebne vrste hoblerica su dizajnirane za rezanje spojeva ili ukrasnih lajsni.
Ručne hoblerice su obično kombinacija rezne ivice, kao što je naoštrena metalna ploča, pričvršćena za čvrsto telo, koja prilikom pomeranja preko drvene površine odvaja relativno ravnomerne strugotine, jer je po svojoj prirodi telo koje se prelazi preko 'visokih mesta' na drvetu, a takođe obezbeđujuće relativno konstantan ugao prema reznoj ivici, što čini hoblovanu površinu vrlo glatkom. Sekač koji proviruje ispod donje površine, ili osnove hoblerice odseca strugotinu drveta. Veliko, ravno dno na hoblerici vodi sečivo tako da ono uklanja samo najviše delove nesavršene površine, sve dok površina, nakon nekoliko prolaza, ne bude ravna i glatka. Kada se koriste za ravnanje, stone hoblerice sa dužom osnovom se preferiraju za daske dužih uzdužnih dimenzija. Duže osnove se oslanjaju na većem delu površine ili ivice ploče, što dovodi do postojanije ravne površine ili ravnije ivice. Suprotno tome, korišćenje manje hoblerice omogućava zadržavanje lokalizovanih niskih ili visokih tačaka.
Iako se većina hoblerica gura preko komada drveta, držeći ga jednom ili obema rukama, japanske hoblerice se povlače prema telu, umesto odgurivanja.
Mašine za obradu drveta koje vrše sličnu funkciju kao ručne hoblerice uključuju spojnicu i glodalicu za debljinu, takođe nazvanu stanjivač; posao koji obavljaju ovi specijalizovani električni alati i dalje se može obavljati pomoću ručne hoblerice i kvalifikovanog ručnog rada, kao što je to činjeno vekovima. Kada se gruba građa redukuje do dimenzionalnu građe, veliki elektromotor ili motor sa unutrašnjim sagorevanjem pokreće planer debljine koji uklanja određeni procenat viška drveta kako bi stvorio jednoličnu, glatku površinu na sve četiri strane daske i u namenskom drvetu, takođe može da obrađuje rezane ivice.

## Istorija
Ručne hoblerice su drevni alat, koji je korišćen hiljadama godina. Rane hoblerice su bile izrađivani od drveta sa pravougaonim prorezom ili ubodnim urezom po sredini tela. Sečivo ili gvožđe držalo se drvenim klinom na mestu. Klin je bio utaknut u udubljenje i prilagođen malim maljem, komadom otpadnog drveta ili korisnikovom šakom. Hoblerice ovog tipa pronađene su u iskopavanjima starih lokaliteta, kao i na crtežima obrade drveta iz srednjovekovne Evrope i Azije. Najraniji poznati primeri hoblerica za obradu drveta pronađeni su u Pompeji, iako su i drugi rimski primeri otkriveni u Britaniji i Nemačkoj. Rimske hoblerice po svojoj suštinskoj funkciji podsećaju na savremene hoblerice, od kojih većina ima gvozdeni omot oko drvenog jezgra, odozdo, spreda i odpozadi, i gvozdenu oštricu osiguranu klinom. Jedan primer pronađen u Kelnu ima telo izrađeno u potpunosti od bronze bez drvenog jezgra. Rimsko hoblerično gvožđe korišćeno za sečenje lajsni pronađeno je u Njustedu u Engleskoj. Istorija pre ovih primera nije razjašnjena, iako komadi nameštaja i ostali drveni predmeti pronađeni u egipatskim grobnicama pokazuju površine pažljivo zaglađene nekim načinom sečenja ili alatom za struganje. Postoje sugestije da su najranije hoblerice bile jednostavno drveni blokovi pričvršćeni za sečivo tesle da bi se postigla veća kontrola reznog postupka.
Sredinom 1860-ih Leonard Bajli je počeo da proizvodi liniju ručnih hoblerica od livenog gvožđa, patente za koje je kasnije kupio Stenli Rul & Level, sada Stenli Vorks. Originalni Bajlijevi dizajni su dalje razvijeni i unapređeni zaslubom Džastusa Trauta i drugih iz Stenli Rula & Levela. Dizajnerska rešenja Bajlija i Bedroka postala su osnova za većinu savremenih ručnih metalnih hoblerica koji se danas proizvode. Bejlijev dizajn i dalje proizvodi firma Stenli Vorks.
Godine 1918, razvijen je ručni alat za hoblovanje na vazdušni pogon kako bi se umanjila neophonda količina rada u brodogradnji tokom Prvog svetskog rata. Sekač na vazdušni pogon se okretao na 8000 do 15000 o/min, i to je omogućavalo jednom čoveku da obavi rad za koji bi bilo potrebno petnaest ljudi koji koriste ručne alate.
Moderni ručne hoblerice su izrađeni od drveta, kovanog gvožđa ili bronze, što daje alat koji je teži i ne rđa.

## Literatura
- Greber, Josef M. (1956 reprinted 1987) Die Geschichte des Hobels. Von der Steinheit bis zur Enstehung der Holzwerkzeugfabriken im frühen 19. Jahrhundert, Zurich, reprinted Hanover: Verlag Th. Schäfer OCLC 246467323
- Greber, Josef M., transl. by Seth W. Burchard (1991) The History of the Woodworking Plane from the Stone Age to the Development of Woodworking Factories in the Early 19th Century, Albany, NY: Early American Industries Association OCLC 602189643
- Hack, Garrett. (1997). The Handplane Book. ISBN 1-56158-155-0.
- Hoadley, R. Bruce. (2000). Understanding Wood: A Craftsman’s Guide to Wood Technology. ISBN 1-56158-358-8.
- Russell, David R., with Robert Lesage and photographs by James Austin, cataloguing assisted by Peter Hackett  Antique Woodworking Tools: Their Craftsmanship from the Earliest Times to the Twentieth Century. 2010. ISBN 978-1-898565-05-5. OCLC 727125586.. Cambridge: John Adamson
- Salaman, R. A. (1989) Dictionary of Woodworking Tools. ISBN 0-04-440256-2..
- Todd, R., Allen, D., Alting, L., Manufacturing Processes Reference Guide, p. 124, 1994
- Watson, Aldren A. (1982). Hand Tools: Their Ways and Workings. ISBN 1-55821-224-8.
- Whelan, John M. (1993). The Wooden Plane: Its History, Form and Function. Mendham, NJ: Astragal Press. ISBN 978-1-879335-32-5.
- Landis, Scott (1987). The Workbench Book. Taunton Press. ISBN 0-918804-76-0.
- Schleining, Lon (2004). The Workbench. Taunton Press. ISBN 1-56158-594-7.
- Moxon, Joseph (1703). Mechanick Exercises. London.
- Schwarz, Christopher (фебруар 2001). „$175 Workbench”. Popular Woodworking. 120: 64—70.
- Frid, Tage (јесен 1976). „Workbench”. Fine Woodworking. 4: 40—45.
- Klausz, Frank (1985). „A Classic Bench”. Fine Woodworking. 53: 62—67.
- Zusetsu kiso mokkōgu no tsukaikata (図説 基礎木工具の使い方). Kinya Hoshino (星野欣也 Hoshino Kinya). Shinzansha Shuppan (信山社出版). 1997. ISBN 978-4-7972-1701-8.
- Salaman, R. A. (1997). Dictionary of Woodworking Tools. Astragal Press. ISBN 1-879335-79-4.
- Schwarz, Christopher (2009). Handplane Essentials (1st изд.). Cincinnati, Ohio, USA: FW Media. ISBN 978-1-4403-0298-5. OCLC 326678537.
- Sellens, Alvin (1978). Woodworking Planes: A Descriptive Register of Wooden Planes. Internet Archive. Augusta, Kansas, USA: Sellens. стр. 28—32.
- „Stanely Bailey Planes Miscellaneous Data”. primeshop.com. Архивирано из оригинала 12. 11. 2020. г. Приступљено 2020-10-16.
- „jack plane, n.”. Oxford English Dictionary (на језику: енглески). Приступљено 2020-10-16.
- Tolpin, Jim (2010). The New Traditional Woodworker. Cincinnati, Ohio: Popular Woodworking Books. ISBN 978-1-4403-0428-6.
- „A Brief History Of The Woodworking Plane”. Handplane Central. 15. 11. 2012. Приступљено 15. 10. 2015.
- „Another Great Maker of Wooden Handplanes”. Popular Woodworking Magazine (на језику: енглески). 2015-07-03. Приступљено 2020-10-16.
- Hayward, Charles Harold (1958). Charles Hayward's Carpentry Book. (на језику: енглески). London: The English Universities Press Ltd. стр. 32. ISBN 9781440304286. OCLC 19496718.
- „Bench Planes: The System of Three”. Popular Woodworking Magazine (на језику: енглески). 2017-02-09. Приступљено 2020-10-16.
- Wells, Percy A.; Hooper, John (1922). Modern Cabinet Work: Furniture & Fitments. The Library of Congress. Philadelphia, Pennsylvania, USA: Philadelphia, J.B. Lippincott Company. стр. 60.
- Schwarz, Christopher (2011). The Anarchist's Tool Chest. Fort Mitchell, Kentucky, USA: Lost Art Press LLC. стр. 79–80. ISBN 978-0-578-08413-8. OCLC 875304703.
- Hasluck, Paul N. (Paul Nooncree) (1907). Cassells' carpentry and joinery. The Library of Congress. Philadelphia, D. McKay.
- Hasluck, Paul N. (1907). Cassell's Carpentry and Joinery. The Library of Congress. Philadelphia: David McKay. стр. 13.
- „Stanely Bailey Planes Miscellaneous Data”. primeshop.com. Архивирано из оригинала 12. 11. 2020. г. Приступљено 2020-10-09.
- Moxon, Joseph (1703). Mechanick Exercises: or, The Doctrine of Handy-Works Applied to the Arts of Smithing, Joinery, Carpentry, Turning, Bricklayery (3rd изд.). London: Printed for D. Midwinter and T. Leigh... стр. 82. hdl:2027/mdp.39015028306002.
- Schwarz, Christopher (2011). The Anarchist's Tool Chest. Fort Mitchell, KY: Lost Art Press LLC. стр. 65. ISBN 978-0-578-08413-8. OCLC 875304703.
- Salaman, Raphael A. (1975). Dictionary of Tools Used in the Woodworking and Allied Trades, c. 1700-1970. Internet Archive. New York, USA: Scribner. стр. 360. ISBN 978-0-684-14535-8.
- „Stanely Bailey Planes Miscellaneous Data”. primeshop.com. Архивирано из оригинала 12. 11. 2020. г. Приступљено 2020-10-13.
- Sellens, Alvin (1978). Woodworking Planes: A Descriptive Register of Wooden Planes. Internet Archive. Augusta, Kansas, USA: Alvin Sellens. стр. 18—19.
- „Another Great Maker of Wooden Handplanes”. Popular Woodworking Magazine (на језику: енглески). 2015-07-03. Приступљено 2020-10-13.
- Schwarz, Christopher (2010). The Anarchist's Tool Chest. Fort Mitchell, Kentucky, USA: Lost Art Press LLC. стр. 61, 139. ISBN 978-0-578-08413-8. OCLC 875304703.

## Spoljašnje veze
- Japanese plane at the Takenaka carpentry tools museum